# Aldgate East (stanice metra v Londýně)
Aldgate East je stanice londýnského metra, otevřená 6. října 1884. Nachází se na linkách:
- District Line (mezi stanicemi Tower Hill a Whitechapel)
- Hammersmith & City line (mezzi stanicemi Liverpool Street a Whitechapel).

Ročně odbaví cca 12,25 milionů cestujících.